# Manuel Garriga
Manuel Garriga (Sidi bel-Abbès, Argelia, 7 de febrero de 1926 - 1 de enero de 1983) fue un futbolista que se desempeñaba como defensa.

## Trayectoria
Desarrolló gran parte de su carrera en el Girondins de Burdeos donde se proclamó campeón de la liga francesa en 1950 y fue seleccionado con la selección francesa ese mismo año.

### Inicios
Inició su carrera en la temporada 1945-46 en el Sporting Toulon Var, que militaba en la segunda división francesa.
La temporada siguiente 1946-47 fichó por el Clermont Foot Auvergne de la misma división, pero en esa misma temporada el Girondins de Burdeos de la primera división francesa se fijó en él y lo incorporó a sus filas.

### Girondins de Burdeos
LLegó al Girondins en la temporada 1946-47 procedente de la segunda división francesa y permaneció hasta la temporada 1955-56.
En su primera temporada el equipo descendió de categoría. Dos años más tarde en la temporada 1948-49 el equipo lograría el subcampeonato de Liga y con él, el ascenso a la primera división francesa.
A la temporada siguiente, en la 1949-50, se proclamaba campeón de Liga. Era la primera vez que el Girondins lograba el título. Además alcanzó la final de la Copa Latina, logrando el subcampeonato el 18 de junio
de 1950.
Dos años más tarde (1951-52) disputaría una final de Copa quedando subcampeón, además de lograr el subcampeonato de Liga también.
En la 1954-55 volvería a rozar la Copa volviendo a lograr el subcampeonato.
En su último año en el Girondins (1955-56) volvería a descender a la segunda división francesa y pondría fin a su etapa en el club.

### Últimos años
En sus últimos años jugó en el CA Paris-Charenton (1956-57), en la segunda división francesa y se acabaría retirando en la 1957-58 en el Sporting Club de la Bastidienne de la tercera división francesa.

## Selección nacional
Fue internacional una vez con la Selección nacional de fútbol de Francia. Su debut se produjo el 1 de noviembre de 1950 ante Bélgica con resultado final de empate a tres.
| Fecha                  | Evento   | Lugar    | Local   | Resultado | Visitante |
| ---------------------- | -------- | -------- | ------- | --------- | --------- |
| 1 de noviembre de 1950 | Amistoso | Colombes | Francia | 3-3       | Bélgica   |

## Clubes
| Club                            | País    | Año       | Partidos | Goles |
| ------------------------------- | ------- | --------- | -------- | ----- |
| Sporting Toulon Var             | Francia | 1945-1946 | 24       | 2     |
| Clermont Foot Auvergne          | Francia | 1946      | 18       | 1     |
| Girondins de Burdeos            | Francia | 1947-1956 | 324      | 19    |
| CA Paris-Charenton              | Francia | 1956-1957 | 33       | 0     |
| Sporting Club de la Bastidienne | Francia | 1957-1958 | 1        | 0     |

## Palmarés

### Campeonatos nacionales
| Título | Club                 | País    | Año  |
| ------ | -------------------- | ------- | ---- |
| Liga   | Girondins de Burdeos | Francia | 1950 |

- Subcampeón de Segunda División en 1949 con el Girondins de Burdeos.
- Subcampeón de Liga en 1952 con el Girondins de Burdeos.
- Subcampeón de Copa en 1952 y 1955 con el Girondins de Burdeos.

### Copas internacionales
- Subcampeón de Copa Latina en 1950 con el Girondins de Burdeos.